# فيفا سوبر ستارز
إي أيه سبورتس فيفا سوبرستارز (بالإنجليزية: EA Sports FIFA Superstars)، هي لعبة فيديو من نوع رياضة كرة قدم، تم تطويرها من قبل شركتي بلاي فيش وإلكترونيك آرتس، صدرت اللعبة على المتجر الإلكتروني آي أو إس سنة 2010، حيث تعمل حصرياً لمنصة الهاتف الذكي التابع لشركة آبل الأمريكية.